# Adamantinia miltonioides
Adamantinia miltonioides är en orkidéart som beskrevs av Van den Berg och C.N.Gonç. Adamantinia miltonioides ingår i släktet Adamantinia och familjen orkidéer. Inga underarter finns listade i Catalogue of Life.

## Bildgalleri

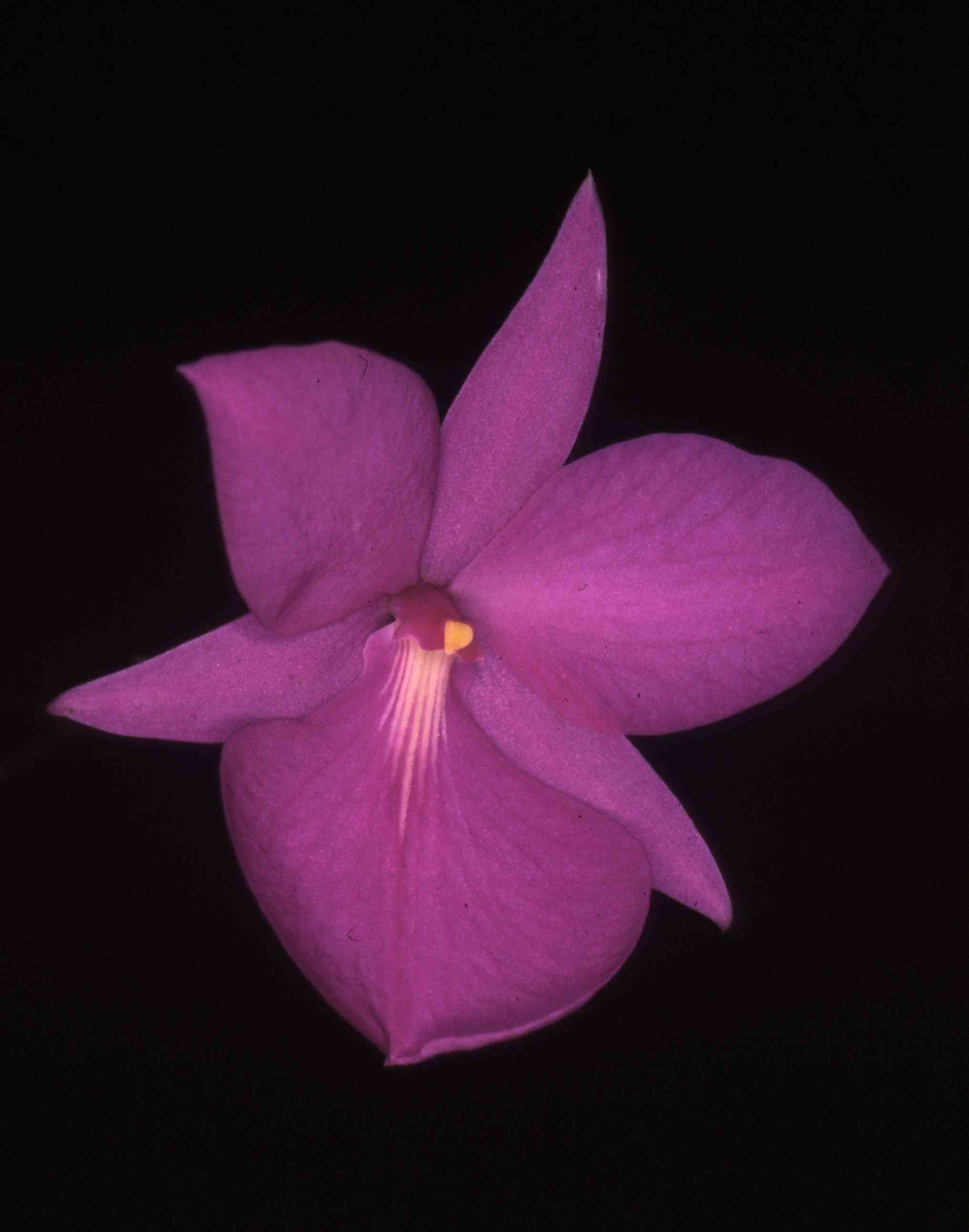